# 背睛副脂䲁
背睛副脂䲁（學名：Paraclinus fasciatus），為輻鰭魚綱䲁形目脂䲁科副脂䲁屬的一個種，分布於西大西洋美國佛羅里達州、巴哈馬群島至南美洲中部與北部海域，深度0至2公尺，本魚體長，吻鈍尖，頦尖無須狀觸鬚，鼻孔有觸鬚，每眼上方各有1-4條細長的尖狀觸鬚，頸背兩側各有1條槳狀觸鬚，尖端各有3個尖點，鰓蓋有棘狀突起，側線完整，連續，拱起於胸鰭上方，體黃褐色至灰褐色，從眼向下有一條深色橫帶，沿身體有不規則的深色橫帶，延伸至背鰭和臀鰭，尾鰭基部有一條由2個相連的斑點組成的深色橫帶，背鰭上有0-4個眼斑，頸背觸鬚顏色較深，背鰭硬棘29-32枚，第3、4背棘間有深缺口，背鰭軟條0枚、臀鰭硬棘2枚、臀鰭軟條18-20枚，體長可達6.5公分，棲息在海草生長的礁石區或礫石區，生活習性不明。